# Operadores argumentativos
No campo da Semântica Argumentativa, os operadores ou marcadores argumentativos, também conhecidos como articuladores textuais ou marcadores discursivos, são certos elementos da língua explícitos na própria estrutura gramatical da frase cuja finalidade é a de indicar a argumentatividade dos enunciados. Introduzem variados tipos de argumentos. As palavras que funcionam como operadores argumentativos são os conectivos, os advérbios e outras palavras que, dependendo do contexto, não se enquadram em nenhuma das dez categorias gramaticais, as palavras e locuções denotativas

## Tipos de operadores argumentativos
Os operadores argumentativos são utilizados para introduzir vários tipos de argumentos.  
- Operadores que introduzem argumentos que se somam a outro, tendo em vista a mesma conclusão: e, nem, também, não só... mas também, mas ainda, como também, ademais, ainda, outrossim, além disso, etc.
- Operadores que introduzem relações de causa: já que, visto que, visto como, uma vez que, dado que, na medida em que, haja vista que, porque, se, em razão de, em virtude de, em decorrência de, etc.
- Operadores que introduzem enunciados que expressam uma conclusão ao que foi expresso anteriormente: logo, portanto, então, assim, enfim, afinal, consequentemente, por isso, por conseguinte, de modo que, por fim, etc.
- Operadores que introduzem argumentos que se contrapõem a outro visando a uma conclusão contrária: mas, porém, todavia, contudo, entretanto, no entanto, senão, embora, conquanto, ainda que, mesmo que, mesmo quando, apesar de que, posto que, se bem que, malgrado, não obstante, inobstante, em que pese, etc.
- Operadores que introduzem argumentos alternativos: ou... ou, ora... ora, já... já, não... nem, quer... quer, seja... seja, talvez... talvez, etc.
- Operadores que estabelecem relações de comparação: mais que, menos que, tão... quanto, tão... como, tanto... quanto, tão... como, tal qual, da mesma forma, da mesma maneira, etc.
- Operadores que estabelecem relação de justificativa, explicação em relação a uma ordem, sugestão ou suposição no enunciado anterior: pois, porque, que, porquanto, etc.
- Operadores que estabelecem relação de conformidade com o pensamento expresso: conforme, como, segundo, consoante, de acordo com, em consonância com, à luz de
- Operadores que estabelecem relação de condição, hipótese, pré-requisito, algo supostamente esperado: se, caso, desde que, contanto que, exceto se, salvo se, a menos que, a não ser que, sem que, uma vez que (com o verbo no subjuntivo)
- Operadores cuja função é estabelecer relação de proporção, simultaneidade: à medida que, à proporção que, ao passo que, quanto mais, quanto menos
- Operadores cuja função é indicar finalidade, intenção, intuito, objetivo: a fim de que, para que, com o fito de, com o intuito de, que, porque (= para que)
- Operadores cuja função é estabelecer relações de consequência: tão... que, tal... que, tanto... que, tamanho... que, de forma que, de modo que, de sorte que, de maneira que
- Operadores cuja função é expressar dúvida, afirmação ou negação: talvez, porventura, provavelmente, possivelmente, quiçá, quem sabe, por certo, sim, certamente, realmente, seguramente, efetivamente, incontestavelmente, de fato, deveras, com certeza, sem dúvida, não, nunca, jamais, tampouco, de modo algum, de jeito nenhum, em hipótese alguma
- Operadores que indicam sequência espacial / temporal / modal: aqui, ali, aí, lá, cá, acolá, acima, abaixo, perto, longe, dentro, fora, onde, aonde, donde; hoje, ontem, agora, amanhã, cedo, tarde, antes, depois, ainda, quando; à direita, à esquerda, à frente, à distância, de longe, de perto, de manhã, à tarde, à noite, às vezes; bem, mal, assim, depressa, devagar, facilmente (a maioria dos advérbios terminados em mente); à vontade, à toa, às pressas, às claras, às escuras, em vão, sem medo, de mansinho, ao vivo, em silêncio, à francesa, em geral, de cor
- Operadores que estabelecem função expletiva ou de realce: cá, lá, só, é que, ainda, mas
- Operadores que estabelecem noção de quantidade aproximada: quase, lá por, bem, uns, cerca de, por volta de, perto de, mais ou menos, aproximadamente
- Operadores que estabelecem relações de opinião: na minha opinião, a meu ver, em meu entender, parece-me que, estou em crer que
- Operadores que estabelecem relações de explicitação ou particularização: quer isto dizer, isto significa que, por outras palavras, isto é, por exemplo, como, ou seja, é o caso de, nomeadamente, em particular, a saber, entre outros, especificamente
- Operadores que indicam obrigação ou necessidade: faz-se mister, é necessário que, faz-se urgente que, urge que, é preciso que, é dever, torna-se imprescindível que
- Operadores que indicam sequência: começando, primeiramente, para começar, em primeiro lugar, num primeiro momento, a princípio, antes de, a priori, a posteriori, em segundo lugar, em seguida, logo após, depois de, por último, concluindo, por fim, finalmente, para terminar, em conclusão, em síntese, finalizando
- Operadores cuja função é introduzir enunciados pressupostos: agora, ainda, já, até, etc.
- Operadores cuja função é introduzir enunciados, que indicam reafirmação, reformulação, confirmação ou resumo: isto é, em outras palavras, ou seja, a saber, por exemplo, ou melhor, ou antes, aliás, de fato, com efeito, por assim dizer, digo, em síntese, em suma, em resumo, quer dizer, mais corretamente, mais precisamente, ou melhor, dito de outro modo, numa palavra, noutros termos, por outras palavras
- Operadores que estabelecem relação de tempo, momento: quando, enquanto, até que, antes que, logo que, assim que, depois que, sempre que, desde que, desde quando, todas as vezes, senão quando, ao tempo que, mal
- Operadores cuja função é orientar a conclusão para uma afirmação ou negação: quase, apenas só, somente, etc.

## Intencionalidade discursiva
Percebemos que a escolha de palavras e expressões, o encadeamento e a interdependência de ideias, o domínio de conectivos são algumas das características da comunicação persuasiva que influenciam diretamente na argumentação de um texto. São, portanto, elementos que marcam a intencionalidade na persuasão.
 Não confunda persuasão e dissuasão - persuadir e dissuadir.
Persuadir, ou seja, persuasão, é convencer alguém a fazer algo.
Dissuadir, ou seja, dissuasão, é convencer alguém a não fazer, a desistir de algo.
Quando se fala em comunicação persuasiva, é aquela que busca influenciar, ou seja, a retórica.

## Outros aspectos discursivos
Quando lemos artigos de jornais e revistas que defendem certas teses, estamos diante da formação de pontos de vista, de visões de mundo que têm o objetivo de influenciar ideias, opiniões, princípios das pessoas, de definir ou redefinir posições, de formar ou reformar atitudes. Em qualquer um dos casos, busca-se efetivar o convencimento.

## Força e orientação argumentativa
De acordo com Koch (1992:30), aparecem vários “operadores argumentativos” em um texto, “para designar certos elementos da gramática de uma língua que têm por função indicar a força argumentativa dos enunciados, a direção (o sentido) para que apontam”.
Esses conectores são responsáveis pela estruturação e pela orientação argumentativa dos enunciados no texto. Quando compreendemos uma sequência relacionada por um conectivo, não deciframos apenas o seu significado, mas também aplicamos ideias, visão de mundo, bagagem cultural que temos, relacionadas ao uso do conectivo para reconstruir o sentido do texto.

## Outros operadores bastante utilizados
- Estabelecem a hierarquia numa escala, assinalando ideia de inclusão de elementos (inclusive, até, mesmo, até mesmo...).
  - Até eu tirei boas notas nas provas, inclusive em matemática e redação.

- Estabelecem a hierarquia numa escala, assinalando o elemento mais fraco (ao menos, pelo menos, no mínimo...).
  - Ele poderia ter nos dado pelo menos um rádio ou um computador.

- Ligam elementos de duas ou mais escalas orientadas no mesmo sentido (e, também, nem, tanto... como, não só... mas também, além de, além disso).
  - Ele não somente estuda, como também trabalha muito.

- Introduzem um argumento decisivo (além do mais, de uma vez por todas...).
  - Ele não tem uma função apropriada para o emprego. Além do mais, é muito problemático!